# Santo Domingo (Puerto Rico)
Santo Domingo is een plaats (comunidad) in het Amerikaanse unincorporated territory Puerto Rico, en valt bestuurlijk gezien onder gemeente Peñuelas.

## Demografie
Bij de volkstelling in 2000 werd het aantal inwoners vastgesteld op 3633.

## Geografie
Volgens het United States Census Bureau beslaat de plaats een oppervlakte van 5,5 km².

## Plaatsen in de nabije omgeving
De onderstaande figuur toont nabijgelegen plaatsen in een straal van 48 km rond Santo Domingo.